# Спортно ходене
Спортното ходене е спортна дисциплина от леката атлетика. Различава се от бягането по това, че във всеки един момент състезателят трябва да докосва с крак земята. Спортните съдии следят за спазването на това правило по време на състезанието. Обикновено се провежда на път или писта, като обичайните разстояния варират от 3 до 100 километра.
На Летните олимпийски игри са включени състезания на 20 km (мъже и жени) и 50 km (мъже). Световното първенство по спортно ходене съществува от 1961 г.
Спортното ходене се появява като състезателна дисциплина във Великобритания. От средата на XX век то е доминирано от руски и китайски атлети, но реномето му пострадва значително, след като много руски състезатели започват да дават положителни проби за допинг.